# Eriphia
Eriphia is een geslacht van krabben, behorend tot de familie Eriphiidae. Het geslacht omvat de volgende soorten:

## Soorten
- Eriphia gonagra (Fabricius, 1781)
- Eriphia granulosa A. Milne-Edwards, 1880
- Eriphia scabricula Dana, 1852
- Eriphia sebana (Shaw & Nodder, 1803)
- Eriphia squamata Stimpson, 1860
- Eriphia smithii MacLeay, 1838
- Eriphia verrucosa (Forskål, 1775)